# Florence Thomassin
Florence Thomassin (París, 24 de junio de 1966) es una actriz y escultora francesa. Durante su carrera, que dio inicio a finales de la década de 1980, ha trabajado con destacados directores como Christopher Frank, Diane Kurys, Amos Gitai y Jean-Pierre Jeunet.

## Filmografía

### Cine y televisión
| Año  | Título                                | Rol                   | Director                          | Notas |
| ---- | ------------------------------------- | --------------------- | --------------------------------- | ----- |
| 1989 | Le crime d'Antoine                    |                       | Marc Rivière                      |       |
| 1989 | Un père et passe                      |                       | Sébastien Grall                   |       |
| 1990 | La vie sur Mars                       |                       | Renée Blanchar                    | Corto |
| 1990 | La seconde                            | Inès Irrigoyen        | Christopher Frank                 |       |
| 1990 | A Violent Life                        | Madame d'Estampes     | Giacomo Battiato                  |       |
| 1990 | Les lendemains qui tuent              | Thérèse               | Daniel Duval                      |       |
| 1991 | Le jeu du roi                         | Ségolène              | Marc Evans                        |       |
| 1991 | Annabelle partagée                    | Laurence              | Francesca Comencini               |       |
| 1993 | Catherine Courage                     | Catherine             | Jacques Ertaud                    |       |
| 1994 | Mina Tannenbaum                       | The cousin            | Martine Dugowson                  |       |
| 1995 | Ainsi soient-elles                    | Jeanne                | Patrick Alessandrin, Lisa Azuelos |       |
| 1995 | Élisa                                 | Élisa Desmoulin       | Jean Becker                       |       |
| 1995 | Le mas Théotime                       | Geneviève             | Philomène Esposito                |       |
| 1996 | Beaumarchais                          | Marion Menard         | Édouard Molinaro                  |       |
| 1996 | Des nouvelles du bon Dieu             |                       | Didier Le Pêcheur                 |       |
| 1996 | Les victimes                          | Manou                 | Patrick Grandperret               |       |
| 1996 | Vice vertu et vice versa              | Barbara Franklin      | Françoise Romand                  |       |
| 1997 | Dobermann                             | Florence              | Jan Kounen                        |       |
| 1997 | Inca de Oro                           | France                | Patrick Grandperret               |       |
| 1997 | Une vie pour une autre                | Mélanie               | Henri Helman                      |       |
| 1998 | Le plaisir (et ses petits tracas)     | Lise                  | Nicolas Boukhrief                 |       |
| 1999 | L'île au bout du monde                |                       | Henri Herré                       |       |
| 1999 | Paddy                                 | Norma                 | Gérard Mordillat                  |       |
| 1999 | Empty Days                            | Sophie                | Marion Vernoux                    |       |
| 1999 | Les vilains                           | Anna                  | Xavier Durringer                  |       |
| 2000 | A Question of Taste                   | Béatrice              | Bernard Rapp                      |       |
| 2000 | Les sagards                           | Marie                 | Dominique Ladoge                  |       |
| 2001 | Marie Fransson                        | Aude Gaillard         | Christiane Spiero                 |       |
| 2001 | Les alizés                            | Marie Caron           | Stéphane Kurc                     |       |
| 2001 | L'apprentissage de la ville           | Arlette               | Gérard Mordillat                  |       |
| 2002 | Hôpital souterrain                    | Isabelle              | Serge Meynard                     |       |
| 2003 | Le gang des poupées                   | Michèle               | Philomène Esposito                |       |
| 2003 | La maîtresse du corroyeur             | Henriette             | Claude Grinberg                   |       |
| 2003 | Le Cœur des hommes                    | Juliette              | Marc Esposito                     |       |
| 2004 | L'instit                              | Clémentine            | Bruno Dega                        |       |
| 2004 | Capone                                | Carole                | Jean-Marc Brondolo                |       |
| 2004 | A Very Long Engagement                |                       | Jean-Pierre Jeunet                |       |
| 2005 | Félix Leclerc                         | Lucienne Vernay       | Claude Fournier                   |       |
| 2005 | Cold Showers                          | Annie                 | Antony Cordier                    |       |
| 2005 | Nuit noire, 17 octobre 1961           | Nathalie              | Alain Tasma                       |       |
| 2005 | L'anniversaire                        | Jenny                 | Diane Kurys                       |       |
| 2006 | Poussière d'amour                     | Hélène                | Philippe Venault                  |       |
| 2006 | Comme deux gouttes d'eau              | Sabine Carnot         | Stéphane Kurc                     |       |
| 2006 | Président                             | Judge Benoît          | Lionel Delplanque                 |       |
| 2006 | Le Grand Meaulnes                     | Madame Meaulnes       | Jean-Daniel Verhaeghe             |       |
| 2006 | Tell No One                           | Charlotte Bertaud     | Guillaume Canet                   |       |
| 2007 | Lundi, 35 milligrammes                | Madame Brumont        | Benoît Lestang                    | Corto |
| 2007 | Ill Wind                              | Laure Castel          | Stéphane Allagnon                 |       |
| 2007 | Le Cœur des hommes 2                  | Juliette              | Marc Esposito                     |       |
| 2008 | 57000 km entre nous                   | Margot                | Delphine Kreuter                  |       |
| 2008 | Le silence de l'épervier              | Anne                  | Dominique Ladoge                  |       |
| 2008 | Soit je meurs, soit je vais mieux     | Sabine                | Laurence Ferreira Barbosa         |       |
| 2008 | Terre de lumière                      | Paula                 | Stéphane Kurc                     |       |
| 2008 | L'instinct de mort                    | Sarah                 | Jean-François Richet              |       |
| 2009 | Suite noire                           | Cookie                | Patrick Grandperret               |       |
| 2010 | Turk's Head                           | Mouna                 | Pascal Elbé                       |       |
| 2010 | The Princess of Montpensier           | Marquise de Mézières  | Bertrand Tavernier                |       |
| 2010 | Roses à crédit                        | Marie                 | Amos Gitai                        |       |
| 2010 | Les vivants et les morts              | Mickie                | Gérard Mordillat                  |       |
| 2011 | 17 Girls                              | Camille's mother      | Delphine Coulin, Muriel Coulin    |       |
| 2012 | Dubaï Flamingo                        | Livia                 | Delphine Kreuter                  |       |
| 2012 | Les cinq parties du monde             | Linda                 | Gérard Mordillat                  |       |
| 2012 | Paradis perdu                         | Sonia                 | Ève Deboise                       |       |
| 2012 | La ballade de Kouski                  | Sandra                | Olivier Langlois                  |       |
| 2012 | Comme des frères                      | Line                  | Hugo Gélin                        |       |
| 2012 | Spiral                                | Madame Jorkal         | Jean-Marc Brondolo                |       |
| 2013 | Tiger Lily, quatre femmes dans la vie | Rita                  | Benoît Cohen                      |       |
| 2013 | 12 ans d'âge                          | Cathy                 | Frédéric Proust                   |       |
| 2013 | Le Cœur des hommes 3                  | Juliette              | Marc Esposito                     |       |
| 2014 | Ablations                             | Anna                  | Arnold de Parscau                 |       |
| 2014 | Derrière Toi                          | Mother                | Celeste Rogosin                   | Corto |
| 2015 | Les nuits d'été                       | Florence Weissweiller | Mario Fanfani                     |       |
| 2015 | Hiszpanka                             | Anne Besaint          | Lukasz Barczyk                    |       |
| 2015 | Spectrographies                       | Rosa                  | Dorothée Smith                    |       |
| 2015 | The Boss's Daughter                   | Madeleine             | Olivier Loustau                   |       |
| 2016 | Arrête ton cinéma                     | Chacha                | Diane Kurys                       |       |
| 2017 | Capitaine Marleau                     | Mathilde Liorade      | Josée Dayan                       |       |